# 台湾相扑协会

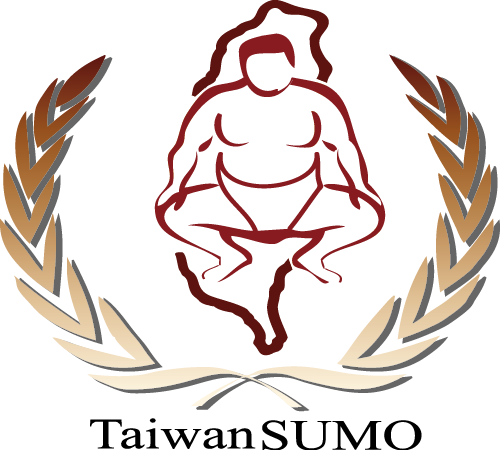
台灣相撲協會會徽

台灣相撲協會，又稱中華民國相撲協會，為國際相撲總會的會員之一，1997年曾政雄組成中華相撲會，開始參與國際相撲比賽。2001年，一群旅日及愛好相撲運動的教練、選手及社會體育愛好人士成立中華民國（台灣）相撲協會，宗旨在於推廣相撲運動，培育台灣相撲選手，並且透過相撲運動與世界各國體育愛好人士進行交流，以達成體育興國的目標。先後有吳天發、羅友維和劉朝惠等訓練選手投入相撲運動，由於文化背景與日本較為接近，加上台灣旅日參與相撲運動的人士亦較他國多，故多次爭取得競賽舉辦權，整體排名也領先西方國家，目前為亞洲排名前三。迄今為止的歷任理事長為周育仁、劉朝惠、謝尚廷和李明峻等四位，目前會址在台北市大安區。

## 參與賽事
台灣代表隊參加歷屆比賽中，曾志民、陳立嶸、葉坤山和何文弘等都得過亞洲盃的銀牌和銅牌。
2009年，高雄舉辦世界運動會，相撲比賽是在高雄中學體育館舉行，為戰後首次在台灣舉行國際相撲比賽。
2011年，亚洲相撲錦標賽於台北小巨蛋舉行，程秋蓉選手獲得女子組重量級金牌，同時也是台灣參賽以來第一面金牌。當年台灣成績為個人部分一金四銀三銅，團體則為一銀一銅。
2014年，大阪國際女子相撲錦標賽，程秋蓉選手獲得重量級銀牌，並與劉鎂瑄共同獲得團體賽銅牌。同年，台灣高雄舉辦世界盃相撲錦標賽，獲得女子團體賽銅牌。
2016年，在蒙古烏蘭巴托舉行的亞洲盃國際相撲錦標賽，蔡瑋倫（男子重量級）、蕭惠珊（女子組輕量級）和趙羿禎（女子組中量級）獲得銅牌。
位於桃園大溪公園，原本是日治時期大溪神社與相撲場，大金空調以相撲寶寶作為形象人物，2017年捐贈建置相撲亭，修築完成後，由台灣相撲協會於啟用日，做相撲的練習及表演，重現當時場景。
2018年，台灣桃園舉辦世界盃暨亞洲盃相撲錦標賽，在世界青少年組獲得男子1銅和女子1銀、1銅；亞洲盃錦標賽獲得男子2銀、1銅；女子2銀、2銅。
2019年，在日本大阪舉行世界盃國際相撲錦標賽，孫佩妤選手取得女子重量級銅牌，妮卡勒‧麥尚取得世界青少女輕量級金牌、郭庭芸獲得世界青少女中量級銀牌，賽後三位獲頒國光獎章。
2020、2021年因新冠肺炎疫情而停辦國際比賽，延至2022年7月由美國奧克拉荷馬州伯明罕市舉行的世界運動會，才再舉辦相撲國際比賽。

## 賽事舉辦
2011年7月24日，與台北市政府於台北小巨蛋舉辦亞洲盃相撲錦標賽。
2014年8月29日，於高雄鳳山體育場舉辦世界盃暨亞洲盃相撲大賽。

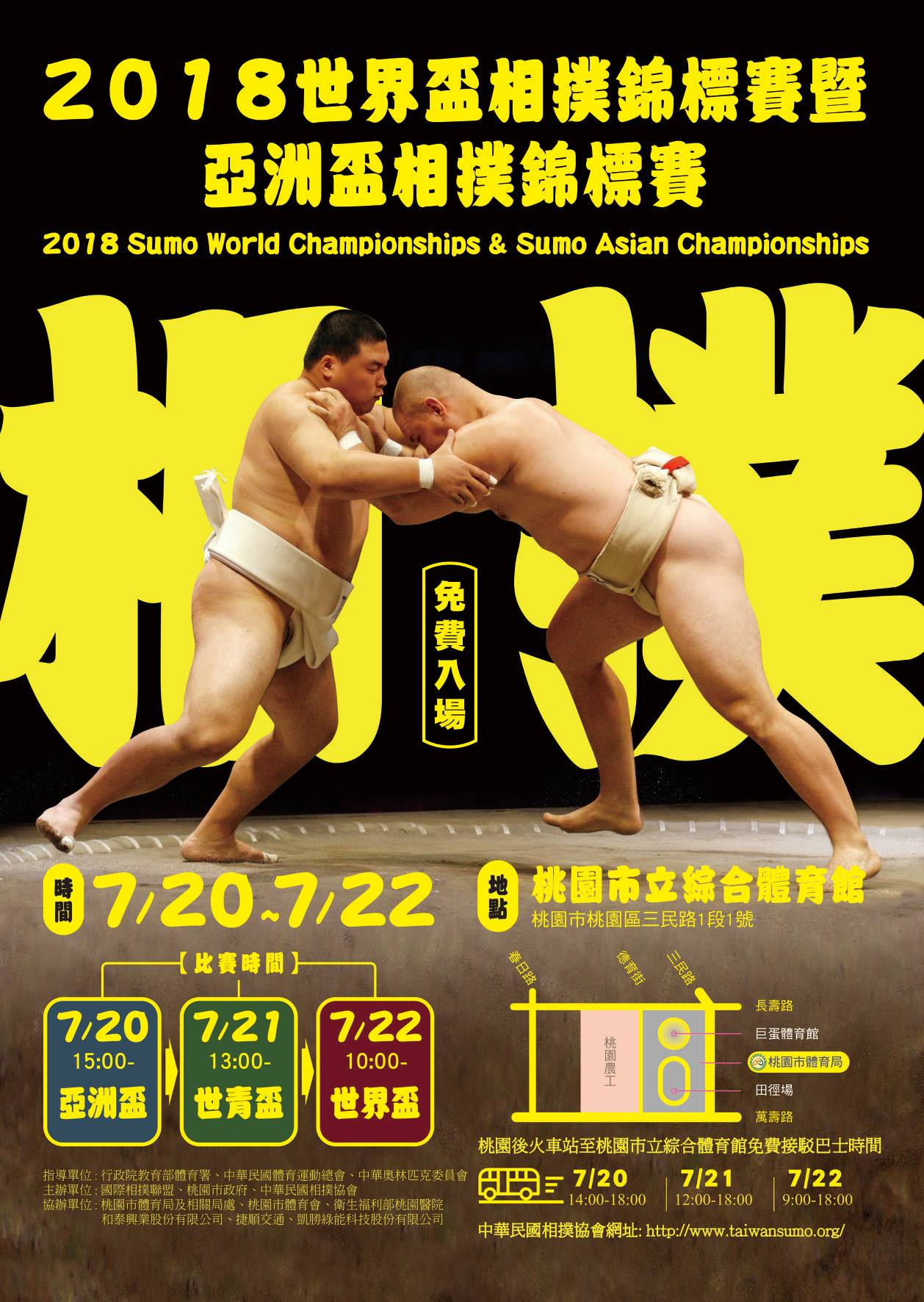
2018年台灣舉辦世界盃相撲錦標賽海報

2018年7月20日，於桃園市立綜合體育館舉辦世界盃暨亞洲盃相撲大賽。